# Station Chrząstowice Olkuskie
Station Chrząstowice Olkuskie is een spoorwegstation in de Poolse plaats Chrząstowice.